# Stenophilus audacior
Stenophilus audacior är en mångfotingart som först beskrevs av Chamberlin 1909.  Stenophilus audacior ingår i släktet Stenophilus och familjen trädgårdsjordkrypare. Inga underarter finns listade i Catalogue of Life.